# たかじんミュージックランド
『たかじんミュージックランド』は、毎日放送で1985年11月6日から1986年5月7日まで放送されていた音楽番組である。

## 概要
- ゲストのミュージシャンを迎えながらトーク・生演奏をした番組[1][2]。
- 最終回はたかじんが「あんた」を歌った。

## 出演者
- やしきたかじん
- 中村貴子

## ゲスト
- JAYWALK
- MALTA
- 憂歌団
- ローザ・ルクセンブルグ

## スタッフ
- 製作ブレーン - 松山一平、田村守、奥川拓二
- カメラ - 土屋裕信、間宮信男、賀川真樹
- VE - 小寺啓司
- TD - 林耕一
- 音声 - 広川幸男、SAプロ、サウンド・ オペレーション
- 照明 - 湯元清幸、東京舞台照明
- 編集 - スタンオB&M
- ディレクター - 藤田充良、林一也
- プロデューサー - 浜本忠義、川島政明
- 製作著作 - 每日放送、放送映画製作所